# Oxytelus incisus
Oxytelus incisus är en skalbaggsart som beskrevs av Victor Ivanovitsch Motschulsky 1857. Oxytelus incisus ingår i släktet Oxytelus och familjen kortvingar. Inga underarter finns listade i Catalogue of Life.